# Famille von Liphart
 (août 2024).
 (février 2024).
La mise en forme du texte ne suit pas les recommandations de Wikipédia : il faut le « wikifier ».
Les points d'amélioration suivants sont les cas les plus fréquents. Le détail des points à revoir est peut-être précisé sur la page de discussion.
- Les titres sont pré-formatés par le logiciel. Ils ne sont ni en capitales, ni en gras.
- Le texte ne doit pas être écrit en capitales (les noms de famille non plus), ni en gras, ni en italique, ni en « petit »…
- Le gras n'est utilisé que pour surligner le titre de l'article dans l'introduction, une seule fois.
- L'italique est rarement utilisé : mots en langue étrangère, titres d'œuvres, noms de bateaux, etc.
- Les citations ne sont pas en italique mais en corps de texte normal. Elles sont entourées par des guillemets français : « et ».
- Les listes à puces sont à éviter, des paragraphes rédigés étant largement préférés. Les tableaux sont à réserver à la présentation de données structurées (résultats, etc.).
- Les appels de note de bas de page (petits chiffres en exposant, introduits par l'outil «  Source ») sont à placer entre la fin de phrase et le point final[comme ça].
- Les liens internes (vers d'autres articles de Wikipédia) sont à choisir avec parcimonie. Créez des liens vers des articles approfondissant le sujet. Les termes génériques sans rapport avec le sujet sont à éviter, ainsi que les répétitions de liens vers un même terme.
- Les liens externes sont à placer uniquement dans une section « Liens externes », à la fin de l'article. Ces liens sont à choisir avec parcimonie suivant les règles définies. Si un lien sert de source à l'article, son insertion dans le texte est à faire par les notes de bas de page.
- La présentation des références doit suivre les conventions bibliographiques. Il est recommandé d'utiliser les modèles {{Ouvrage}}, {{Chapitre}}, {{Article}}, {{Lien web}} et/ou {{Bibliographie}}. Le mode d'édition visuel peut mettre en forme automatiquement les références.
- Insérer une infobox (cadre d'informations à droite) n'est pas obligatoire pour parachever la mise en page.

Pour une aide détaillée, merci de consulter Aide:Wikification.
Si vous pensez que ces points ont été résolus, vous pouvez retirer ce bandeau et améliorer la mise en forme d'un autre article.

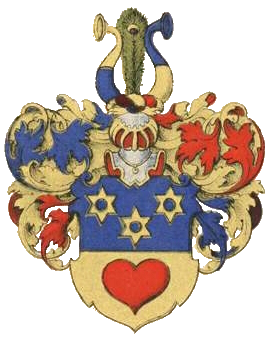
Armoiries de la famille Liphart

La famille von Liphart (en russe Липгарт) est une famille noble allemande balte. Ses membres font partie des plus grands propriétaires fonciers de Livonie.

## Histoire

### Origine
L'origine des Liphart n'est pas très claire. Selon leur tradition, ils ont émigré en Saxe et sont apparentés à la noblesse de Lippradt, dont le général Liphardt. Selon l'historien Tiit Rosenberg, la famille Liphart est probablement issue d'une famille riche de Tallinn. Le premier généalogiste est le descendant d'Alexander Liphart (m. 1656), qui a été adopté en 1600. Il est né en 1921, il est citoyen de Tallinn et est ancien membre du Guild de Kanuti. De ses deux fils, les chefs des lignes des Lipharts sont nés: Johann Liphart (né avant 1663) a fondé la ligne Võlla et Friedrich von Liphart (née 1699), l'ancêtre de la branche Dukur. En 1747, la famille est inscrite au registre des Chevaliers de Livonie sous le numéro 106. En 1776, elle est également immatriculée dans la chevalerie suédoise (n° 2032).

### La ligne principale de l'arbre
Le fondateur de cette ligne Johann Liphart (décédé avant 1663) est le comte Franz Bernhard von Thurn professeur à domicile et Maître de jardin, en 1632. Ol a pu utiliser Sondva, où il a fondé, comme domaine de gage pendant huit ans de la veuve de ce dernier en Manoir de la Potence. Réduction à l'époque, le manoir a été réduit, mais est resté en possession des descendants de John ; de nouveau en 1740, c'était un manoir d'état en location. Johann (mort en 1691) et ooberst Jean Frédéric (1655-1723) devinrent nobles suédois le 10 Mars 1688 par naturalisation, mais dans la chevalerie cependant, ils n'ont pas été introduits.

### Branche Dukur
Friedrich Liphart (1601-1699), frère aîné de Johann Liphart, fait acquisition par mariage du le manoir Dukur en 1662. L'un de ses fils fonde la branche suédoise des Liphart, tandis que l'autre fils fonde la branche Dukur, mais les branches familiales s'éteignent au XIXe siècle faute de descendants mâles.

## Personnalités de la branche Võlla et Raadi
- Johann Liphart (décédé vers 1661-1663), propriétaire foncier de Võlla, évaluateur du tribunal de comté, 1630. de Pärnu compte Christian von Thurn (1624-1640) et Heinrich von Thurn (mort en 1656) professeur [au foyer] (précepteur) et 1635. maître de cour de leur mère, la comtesse Magdalena Prüschenk von Hardegg (morte en 1651) de Branche familiale Võlla des Liphart
  - Johann Liphart II, (−1691), évaluateur du tribunal départemental de Pärnu, propriétaire du manoir de Võlla et après la réduction des manoirs (1682) locataire du manoir de la couronne ;
  - Friedrich von Liphart (−1723), soldat suédois (Oberstleutnant) ; Le propriétaire de Võlla, Lisuma et Tirsepils (Lettonie),
    - Friedrich Wilhelm von Liphart (1688-1750), soldat suédois (capitaine) ; Laitsna, le manoir Roela et le manoir Netken ;
      - Carl von Liphart (1719-1792), soldat russe (maître de la garde de cavalerie), propriétaire de Roela, Netkeni, Kõnnu, Raadi, manoir du château de Vastseliina, Kabala, Tarakvere, manoir de Maramaa . Une branche familiale du Conseil Liphart
        - Reinhold Wilhelm von Liphart (1750–1829), noble maréchal du district de Viljandi, conseiller de district des chevaliers de Livonie, seigneur de Kabala, Ollepa, seigneur du Raad major, Vana-Kuuste, Kuremaa, Võikvere, Saarjärvi ; marié à la fille du comte Otto Magnus von Stackelberg
          - Carl Gotthard von Liphart (1778-1853), maréchal de Livonie, maire de Raad, Tõikvere, Torma, Sänna
            - Gotthard Lionel von Liphart (1804-1885), conseiller foncier de Livonie, maire du conseil
            - Karl von Liphart (1808-1891), docteur en médecine, propriétaire foncier de Torma, Tõikvere, Kõnnu et Roela, collectionneur d'art

      - Hans Heinrich von Liphart (1736–1806), seigneur du manoir Netken et chambellan de la cour Holstein-Gottorp, propriétaire foncier de Kavastu, Ahja, Vaimastvere et Ripuka, dont les fils n'avaient pas de descendance mâle ou étaient sans enfants.

    - Magnus Johan Liphart (169-1733), propriétaire foncier de Võlla et adjoint du tribunal du pont de Pärnu
- Friedrich von Liphart (1601-1699), juge du comté de Võnnu ;

## Personnalités
- Johann Liphart (décédé avant 1663), maître de cour, évaluateur du tribunal du comté de Pärnu, propriétaire du manoir
- Friedrich von Liphart (décédé avant 1663), maître de chevaux, juge du comté de Võnnu, propriétaire d'un manoir
- Balthasar Liphart (Liphardt) (vers 1610−1656), pasteur de Lihula et Mihkli
- Franz Bernhard von Liphart (−1710), lieutenant-colonel
- Johann Friedrich von Liphart (1655−1723), colonel, propriétaire d'un manoir
- Friedrich Wilhelm von Liphart (1663−1735), colonel, commandant de la forteresse de Malmö
- Johann Friedrich von Liphart (1733−1798), ingénieur-major général, conseiller privé, sénateur, locataire d'un manoir
- Reinhold Wilhelm von Liphart (1750−1829), conseiller à la cour, conseiller du comté de Livonie, propriétaire d'un manoir, président de la Société de Livonie
- Euphrosine Ulrika von Liphart (1761-1791), grand-mère de l'épouse d'Alexandre Pouchkine
- Carl Magnus von Liphart (1768-), colonel, conseiller d'État, directeur du canal Maria reliant la mer Baltique au bassin de la Volga (1806-1815)
- Otto Johann Friedrich von Liphart (1773-1830), général de division, commandant de régiment, commandant Herson
- Otto Karl von Liphart (1776-1801), propriétaire du manoir
- Carl Gotthard von Liphart (1778−1853), député de district, maréchal foncier de Livonie, propriétaire d'un manoir
- Reinhold Guido von Liphart (1801-1842), propriétaire du manoir
- Gotthard Lionel von Liphart (1804−1885), conseiller foncier de Livonie, propriétaire d'un manoir
- Sophie Wilhelmine von Liphart (1807-1893), épouse du violoniste Ferdinand David (1810-1873) qui travaillait à Tartu
- Karl Eduard von Liphart (1808−1891), docteur en médecine, artiste, propriétaire d'un manoir, président de la société estonienne des naturalistes
- Leo von Liphart (1813–), conseiller d'État
- Alexander von Liphart (décédé en 1874), major général, chef de l'administration de la gendarmerie ferroviaire
- Reinhold Karl von Liphart (1839-1870), propriétaire du manoir
- Ernst Friedrich von Liphart (1847-1932), peintre, archiviste de tous les musées impériaux russes
- Reinhold Karl von Liphart (1864-1940), le dernier seigneur du Raad, parti pour l'Allemagne après la nationalisation des manoirs et faisant don des bâtiments du manoir du Raad à l'Université de Tartu
- Ernst von Liphart (1882−1963), docteur en droit
- Bernhard-Karl Omodeo Johannes Ernst Benno Clemens von Liphart (né en 1932), docteur en droit
- Karl-Guido Josef Elmar Ernst Maria von Liphart (né en 1934), docteur en droit, avocat

## Possessions
La famille Liphart est l'une des familles nobles qui posséda le plus de biens immobiliers en Livonie. Voici une liste exhaustive de toutes leurs propriétés (les noms en italiques sont en allemand).

### Estonie
- Koogu (Kook) (avant 1767−1788)
- Malla (Malla) (1777−1791)
- Tapa (avant 1782−1788)

### Comté de Jönkoping
- Sundsholm (au XVIIIe siècle)

### District estonien de Livonie
- Ahja (Aya) (1766−1788)
- Jõopre (Jaepern) (au XVIIIe siècle, bail à bail)
- Kabala (Kabbal) (1774−1830)
- Kavastu (Kawast) (1760−1769)
- Kuremaa (Jensel) (1821− 1834)
- Kõnnu (Condo) (1759−1919)
- Maramaa (Marrama) (1786−1919, fideikomis)
- Mäksa (Meckshof) (1835−1839 hypothéqué, 1839−1850 propriété)
- Ollepa (Ollepäh) (1792−1830), Orava (Waldeck) (1751−1919, fideikomiss)
- Poka (Heidohof) (1835−1839 mis en gage, 1839−1850 en pleine propriété)
- Raadi (Ratshof) (1751−1919, fideikomiss)
- Ripuka (Rippoka) (1781−avant 1790)
- Roela (Rojel) (1725−1919)
- Saarjärve (Saarjerw) (1828−? pandi-, ?−1834 en pleine propriété)
- Sänna (Sennen) (1838−1839 mis en gage, 1839−1855 en pleine propriété)
- Taevere (Taifer) (à partir du XVIIIe siècle, en 1779 il fut donné pour toujours, bail)
- Tammistu (Tammist) (1867−1874)
- Tarakvere (Terrastfer) (1791−1919)
- Torma (Torma) (1835−1919)
- Tõikvere (Toikfer) (1816−1919)
- Uue-Kastre (Kaster) (1835−1839 mis en gage, 1839−1850 propriété)
- Vastseliina (Schloß Neuhausen) (1757−1766 hypothéqué, succession 1766−1919, fideicommiss)
- Võikvere (Woitfer) (1824−1834)
- Võlla (Wölla, anciennement Sodawa) (1632−1682 hypothéqué 1690−après 1744 bail à bail)

### District letton de Livonie
- Dukuri (Duckershof, anciennement Liphardtshof)
- Lizums (Lysohn) (était 1687-1699 et 1710, bail)
- Nēķini (Nötkenshof) (au XVIIIe siècle)
- Patkule (Gilsen) (était 1690, bail)
- Rundāle (Ruhenthal) (1918− 1920)
- Tirza (Tirsen) (était en 1710, bail à bail)

### Tyrol
- Mühlau (XXe siècle)
- Tierburg (XXe siècle)